# Maria Bakalova
Maria Valcheva Bakalova (en búlgaro: Мария Вълчева Бакалова; Burgas, 4 de junio de 1996) es una actriz búlgara.
Ha recibido varios galardones, incluido un premio Critics' Choice, además de nominaciones a un premio de la Academia, un premio de cine de la Academia Británica, un premio Globo de Oro y un premio del Screen Actors Guild.
Interpretó principalmente papeles dramáticos en películas como Transgression (2017), The Father (2019), Last Call (2020) y Women Do Cry (2021). Bakalova saltó a la fama después de interpretar al personaje Tutar Sagdiyev en el falso documental de 2020 Borat Subsequent Moviefilm. Su actuación en la película le valió una nominación al Premio de la Academia, la primera vez para una actriz búlgara. 
Posteriormente tuvo papeles protagónicos en la comedia The Bubble (2022), la película de terror Bodies Bodies Bodies (2022) y el drama sobre la mayoría de edad Fairyland (2023), y prestó su voz a Cosmo the Spacedog en las películas de Marvel Cinematic Universe The Guardians of the Galaxy Holiday Special (2022) y Guardianes de la Galaxia Vol. 3 (2023). También interpretó a la exesposa del actual presidente de los Estados Unidos Ivana Trump en la película The Apprentice (2024) e interpretó a Pigtail en la película Los Tipos Malos 2 (2025)

## Biografía

### Primeros años
Nacida y criada en Bulgaria, Bakalova comenzó su carrera en el cine búlgaro protagonizando producciones cinematográficas mientras asistía a la Academia Nacional de Teatro y Artes Cinematográficas de Sofía.  

### Trayectoria profesional
Inició su carrera como actriz en su natal Bulgaria, apareciendo en producciones cinematográficas como Transgression (2018) y Last Call (2020). Logró el reconocimiento internacional en 2020 en el falso documental Borat: siguiente película documental, donde interpretó a Tutar Sagdiyev, hija del reportero ficticio kazajo Borat Sagdiyev (interpretado por Sacha Baron Cohen). Los críticos han elogiado su labor en el filme, con Matt Fowler de IGN afirmando que «el hallazgo fantástico de la película, Maria Bakalova, muy seguramente dará de qué hablar». Escribiendo para Los Angeles Times, Justin Chang describió su actuación como «estupenda», afirmando que interpreta su viaje «con loca energía y conmovedora convicción».

## Filmografía

### Largometrajes
| Año  | Título original                | Papel                         | Director                              | Ref.  |
| ---- | ------------------------------ | ----------------------------- | ------------------------------------- | ----- |
| 2017 | XIIa                           | Milena                        | Magdalena Ralcheva                    |       |
| 2018 | Transgression                  | Yana                          | Val Todorov                           |       |
| 2019 | Dream Girl                     |                               | Peter Chiviyski                       |       |
| 2019 | The Father                     | Valentina                     | - Kristina Grozeva - Petar Valchanov  |       |
| 2020 | Last Call                      | Alexandra                     | Ivaylo Penchev                        |       |
| 2020 | Borat Subsequent Moviefilm     | Tutar Sagdiyev                | Jason Woliner                         |       |
| 2021 | Women Do Cry                   | Sonja                         | Vesela Kazakova                       |       |
| 2022 | Bodies Bodies Bodies           | Bee                           | Halina Reijn                          |       |
| 2022 | The Bubble                     | Anika                         | Judd Apatow                           |       |
| 2022 | The Honeymoon                  | Sarah                         |                                       |       |
| 2023 | Fairyland                      | Paulette                      | Andrew Durham                         |       |
| 2023 | Guardians of the Galaxy Vol. 3 | Cosmo el perro espacial (Voz) | James Gunn                            |       |
| 2024 | Unfrosted                      | Rada Adzhubey                 | Jerry Seinfeld                        |       |
| 2024 | The Apprentice                 | Ivana Trump                   | Ali Abbasi                            | [ 7 ] |
| TBA  | Electra                        | Francesca                     |                                       |       |
| TBA  | O Horizon                      | Abby                          | Madeleine Sackler                     |       |
| TBA  | Dirty Angels                   | The Bomb                      | Martin Campbell                       |       |
| TBA  | Triumph                        | Slava Platnikova              | Kristina Grozeva                      |       |
| TBA  | Mayday                         |                               | Jonathan Goldstein John Francis Daley |       |

### Series
| Año  | Título original                             | Papel                         | Notas                                                    | Ref.   |
| ---- | ------------------------------------------- | ----------------------------- | -------------------------------------------------------- | ------ |
| 2015 | Tipichno                                    | Maria                         | 4 episodios                                              |        |
| 2017 | Gomorrah                                    | Amica Elvana                  | 1 episodio                                               |        |
| 2021 | Borat's American Lockdown & Debunking Borat | Tutar Sagdiyev                | Episodio: "Borat's American Lockdown"                    | [ 8 ]  |
| 2023 | Marvel Studios: Assembled                   | Cosmo el perro espacial       | Episodio: "The Making of Guardians of the Galaxy Vol. 3" | [ 9 ]  |
| 2024 | Creature Commandos                          | Princesa Ilana Rostovic (voz) | Serie                                                    | [ 10 ] |

### Televisión
| Año  | Título original                             | Papel                   | Notas | Ref.   |
| ---- | ------------------------------------------- | ----------------------- | ----- | ------ |
| 2022 | The Guardians of the Galaxy Holiday Special | Cosmo el perro espacial | Voz   | [ 11 ] |

## Premios y nominaciones

### Óscar
| Año  | Categoría               | Película                   | Resultado | Ref.   |
| ---- | ----------------------- | -------------------------- | --------- | ------ |
| 2021 | Mejor actriz de reparto | Borat Subsequent Moviefilm | Nominada  | [ 12 ] |

### Globos de Oro
| Año  | Categoría                      | Película                   | Resultado | Ref.   |
| ---- | ------------------------------ | -------------------------- | --------- | ------ |
| 2021 | Mejor actriz-Musical o Comedia | Borat Subsequent Moviefilm | Nominada  | [ 13 ] |

### BAFTA
| Año  | Categoría               | Película                   | Resultado | Ref.   |
| ---- | ----------------------- | -------------------------- | --------- | ------ |
| 2020 | Mejor actriz de reparto | Borat Subsequent Moviefilm | Nominada  | [ 14 ] |

### Sindicato de Actores
| Año  | Categoría               | Película                   | Resultado | Ref.   |
| ---- | ----------------------- | -------------------------- | --------- | ------ |
| 2020 | Mejor actriz de reparto | Borat Subsequent Moviefilm | Nominada  | [ 15 ] |

### Crítica Cinematográfica
| Año  | Categoría               | Película                   | Resultado | Ref.   |
| ---- | ----------------------- | -------------------------- | --------- | ------ |
| 2020 | Mejor actriz de reparto | Borat Subsequent Moviefilm | Ganadora  | [ 16 ] |

### Satellite
| Año  | Categoría                        | Película                   | Resultado | Ref.   |
| ---- | -------------------------------- | -------------------------- | --------- | ------ |
| 2020 | Mejor actriz - Musical o Comedia | Borat Subsequent Moviefilm | Ganadora  | [ 17 ] |

### AACTA International
| Año  | Categoría               | Película                   | Resultado | Ref.   |
| ---- | ----------------------- | -------------------------- | --------- | ------ |
| 2020 | Mejor actriz de reparto | Borat Subsequent Moviefilm | Nominada  | [ 18 ] |